# Черногория на Европейских играх 2015
Черногория на I Европейских играх, которые прошли в июне 2015 года в столице Азербайджана, в городе Баку, была представлена 55 спортсменами..

## Медали
| Золото |                |                            |         |
| №      | Спортсмены     | Вид спорта (дисциплина)    | Дата    |
| 1      | Марина Ракович | Карате (до 68 кг, женщины) | 14 июня |

| Медали по видам спорта | Медали по видам спорта | Медали по видам спорта | Медали по видам спорта | Медали по видам спорта |
| ---------------------- | ---------------------- | ---------------------- | ---------------------- | ---------------------- |
| Вид спорта             | 1                      | 2                      | 3                      | Итого                  |
| Карате                 | 0                      | 0                      | 1                      | 1                      |
| Всего                  | 0                      | 0                      | 1                      | 1                      |

## Состав команды
Маунтинбайк
- Демир Мулич

## Результаты

### Велоспорт

#### Маунтинбайк
Соревнования по маунтинбайку проводилились в построенном специально для игр велопарке. Дистанция у мужчин составляла 36,7 км, а у женщин 27,9 км.
Мужчины
| Соревнование | Спортсмены  | Результат | Место | Отставание |
| ------------ | ----------- | --------- | ----- | ---------- |
| Кросс-кантри | Демир Мулич | LAP       | —     | —          |

### Карате
Соревнования по карате проходили в Бакинском кристальном зале. В каждой весовой категории принимали участие по 8 спортсменов, разделённых на 2 группы. Из каждой группы в полуфинал выходили по 2 спортсмена, которые по системе плей-офф разыгрывали медали Европейских игр.
Женщины
| Соревнование | Спортсмены     | Групповой этап            | Групповой этап                    | Групповой этап            | Групповой этап | 1/2 финала                 | Финал                     | Итоговое место |
| Соревнование | Спортсмены     | 1 поединок                | 2 поединок                        | 3 поединок                | Место          | 1/2 финала                 | Финал                     | Итоговое место |
| ------------ | -------------- | ------------------------- | --------------------------------- | ------------------------- | -------------- | -------------------------- | ------------------------- | -------------- |
| До 68 кг     | Марина Ракович | Группа B                  | Группа B                          | Группа B                  | Группа B       | Ирина Зарецкая (AZE) П 0:1 | За 3-е место              | 3              |
| До 68 кг     | Марина Ракович | Хафса Буруджу (TUR) Н 0:0 | Тельма Фриманнсдоттир (ISL) В 2:0 | Элена Квиричи (SUI) В 1:0 | 1 (Q)          | Ирина Зарецкая (AZE) П 0:1 | Элена Квиричи (SUI) В 4:0 | 3              |